# Fundacja Przeciwko Leukemii
Fundacja Przeciwko Leukemii – powstała w maju 2000 roku organizacja non-profit zajmująca się pozyskiwaniem potencjalnych dawców szpiku, propagowaniem wiedzy na temat nowotworów układu krwiotwórczego oraz opieką nad ludźmi chorymi na "białaczki" oraz ich rodzinami.

## Działalność
Do statutowej działalność fundacji według źródła należą:
- Poszukiwanie dawców szpiku w rejestrach krajowych i światowych.
- Poszukiwanie ośrodków transplantacyjnych zagranicznych.
- Pomoc w poszukiwaniach źródeł finansowania leczenia.
- Pomoc w leczeniu potransplantacyjnym.
- Konsultacje: genetyczne, medyczne i prawne.
- Gromadzenie funduszy mających na celu dofinansowywanie kosztów leczenia pacjentów.
- Działalność popularyzatorska.

## Struktura organizacyjna
Fundacją kieruje trzyosobowy zarząd, którego działania podlegają ocenie i kontroli społecznej Rady Fundacji, w skład której oprócz lekarzy, prawników i osób zaangażowanych w tematykę transplantacyjną, zasiadają byli pacjenci oraz dawcy szpiku.
W grudniu 2000 roku powołano do funkcjonowania Rejestr Dawców Szpiku przy Fundacji Przeciwko Leukemii (ALF-MDR). Znajdują się tam informacje uzyskane z badań próbek krwi potencjalnych dawców. Badania próbek i rejestrację dawców powierzono firmie Medigen Sp. z o.o..
Od 21 maja 2004 roku fundacja posiada status organizacji pożytku publicznego, prowadząc tylko niekomercyjną działalność. Organizacja przekazuje placówkom ochrony zdrowia szpik pozyskany od dawców znajdujących się w jej rejestrze całkowicie nieodpłatnie.